# Pentagonia villosula
Pentagonia villosula là một loài thực vật có hoa trong họ Thiến thảo. Loài này được L.Andersson & Rova mô tả khoa học đầu tiên năm 2004.